# Neue Pfarrkirche St. Egyden an der Drau

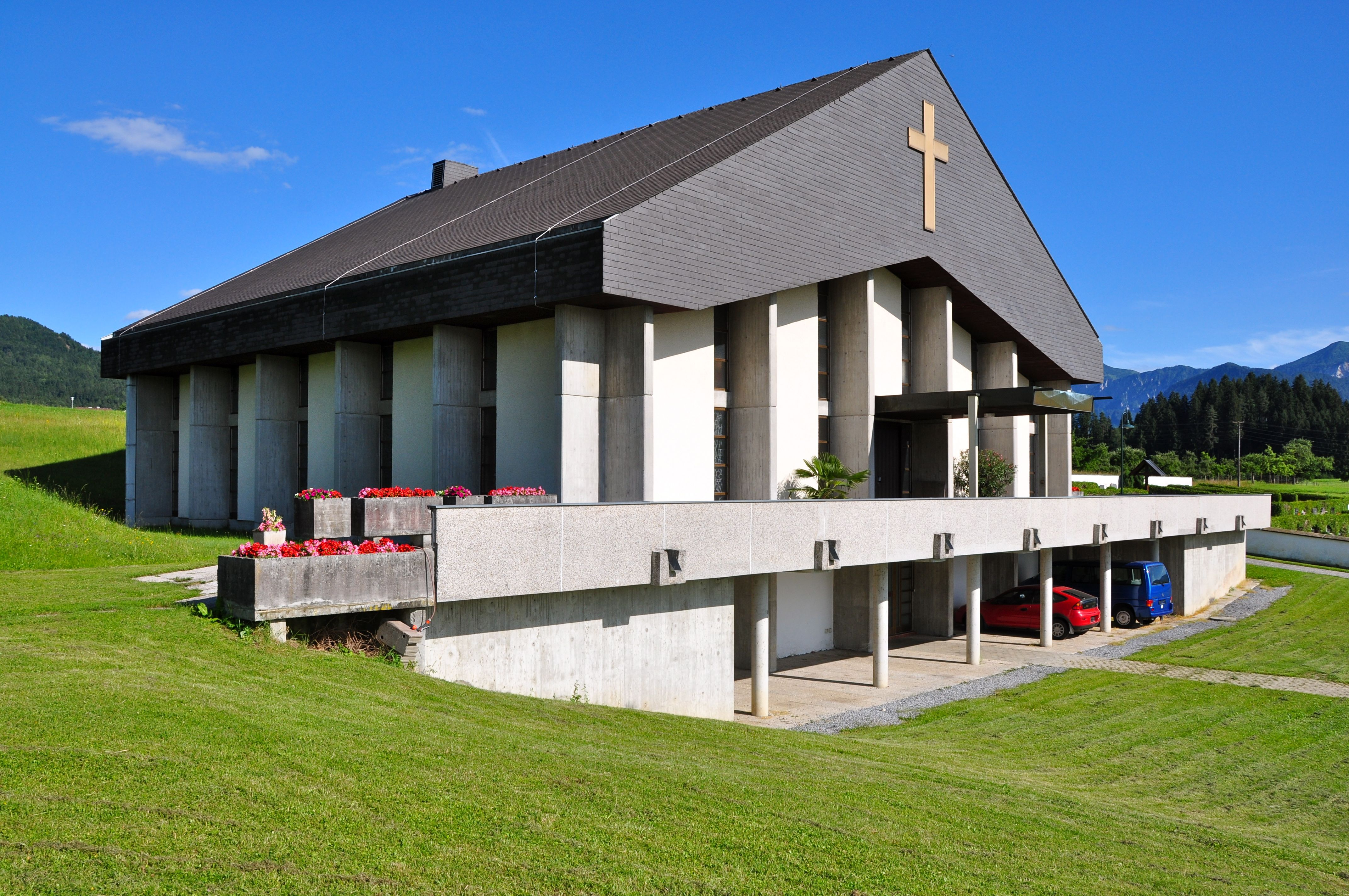
Neue Pfarrkirche hl. Ägidius in St. Egyden an der Drau

Die römisch-katholische Neue Pfarrkirche St. Egyden an der Drau steht südlich der Alten Pfarrkirche am Messnerweg in der Ortschaft St. Egyden der Marktgemeinde Velden am Wörther See im Bezirk Villach-Land in Kärnten. Die dem Patrozinium hl. Ägidius unterstellte Kirche gehört zum Dekanat Rosegg/Rožek in der Diözese Gurk-Klagenfurt. Die Kirche steht unter Denkmalschutz (Listeneintrag).

## Beschreibung
Der Kirchenneubau nach den Plänen des Architekten Josef Tusch wurde 1973 geweiht. Das Kirchenäußere zeigt an allen vier Seiten Fenster mit mittig vorgestellten senkrechten Strebepfeilern und darüber ein mächtiges überhängendes Giebeldach. Das Kircheninnere zeigt einen Zentralraum. Das Glasfenster im Osten wurde von Anzolo Fuga aus Murano gestaltet. Der Altar ist an drei Seiten von Bänken umgeben. Die Orgel mit 16 Registern stammt von Orgelbau Ottitsch.